# Mermessus dentiger
Mermessus dentiger là một loài nhện trong họ Linyphiidae.
Loài này thuộc chi Mermessus. Mermessus dentiger được Octavius Pickard-Cambridge miêu tả năm 1899.